# Arthur Hedley
Arthur Hedley (12. listopadu 1905 Dudley – 8. listopadu 1969 Birmingham) byl anglický muzikolog, biograf Chopina.

## Životopis
Pocházel ze tří děti, z hornické rodiny. Vzdělával se na Durhamu a na Sorbonně a zasvětil většinu svého času studiu Chopinova života a jeho hudby. Za války sloužil v armádě, kde využil svou dobrou znalost němčiny a francouzštiny. V roce 1947 publikoval Chopinův životopis jako část The Master Musicians series. Několik let žil v Polsku a naučil se polsky tak dobře, že přeložil řadu Chopinových dopisů, které byly sebrány a komentovány Bronislawem Edwardem Sydowen, a které byly v roce 1962 vydány jako Selected Correspondence of Fryderyk Chopin.
Hedley byl v roce 1949 viceprezidentem Mezinárodní Chopinovy soutěže, při stém výročí skladatelova úmrtí a obdržel řád Polonia Restituta.
Je pohřben na Lodge Hill Cemetery.